# Alexander von Medem
Pour les articles homonymes, voir Medem.
Alexander Friedrich Heinrich Eberhard baron von Medem (né le 12 février 1814 à Charlottenbourg et mort le 15 février 1879 à Dresde) est un lieutenant général prussien.

## Biographie

### Origine
Alexander est le fils du questeur de l'Université Frédéric-Guillaume de Berlin Heinrich Philipp von Medem et de sa femme Henriette, née von Winanko et Weitenstein.

### Carrière militaire
Medem est diplômé du lycée de Friedrichswerder de Berlin et s'engage le 24 octobre 1832 dans le 2e régiment de grenadiers de la Garde de l'armée prussienne. Il y est promu sous-lieutenant en avril 1835 et à partir d'avril 1847, il travaille comme officier chargé de l'instruction du 1er bataillon. En mars 1848, Medem est engagé pour réprimer le soulèvement des barricades à Berlin (de). Il devient premier lieutenant en mai et participe à la bataille de Schleswig lors de la guerre contre le Danemark la même année. En tant que capitaine, il est nommé commandant de compagnie à la mi-février 1853. En mars 1859, Medem est promu major et officier d'état-major régulier. puis est muté en juin 1859 au 1er régiment à pied de la Garde et chargé de commander le bataillon d'entraînement d'infanterie. Après avoir terminé ce commandement, il devient le 1er juillet 1860 commandant du 1er bataillon et en cette qualité est promu à la mi-mars 1863 lieutenant-colonel. Il est ensuite nommé le 3 avril 1866 commandant du 26e régiment d'infanterie et est promu au grade de colonel le 8 juin 1866. En tant que tel, Medem dirige son unité pendant la guerre contre l'Autriche dans les batailles de Münchengrätz et de Sadowa ainsi que devant Presbourg. Pour son action, notamment dans la bataille de Sadowa, il reçoit l'Ordre Pour le Mérite, la croix d'honneur de 2e classe de l'Ordre de Hohenzollern et de la Croix du Mérite Militaire du Mecklembourg de 2e classe.
Après le traité de paix, Medem retourne le 18 mai 1867 au 2e régiment de grenadiers de la Garde avec la nomination de commandant de régiment. Son chef de régiment, l'empereur François-Joseph Ier, lui décerne le 8 mars 1870 la croix de commandeur de l'Ordre de Léopold. Avec le début de la guerre contre la France, Medem est nommé commandant de la 2e brigade d'infanterie de la Garde le 16 juillet 1870 et est promu général de division quelques jours plus tard. Il est légèrement blessé à la bataille de Saint-Privat, puis conduit sa grande unité aux combats de Sedan et aux sièges de Montmédy et de Paris. Après la proclamation de l'Empire allemand (de), Medem est commandant de Saint-Denis du 29 janvier au 30 mai 1871.
Décoré des deux classes de la croix de fer, Medem est transféré à Mayence après le traité de paix le 17 juin 1871 en tant que commandant et à ce poste est promu lieutenant général le 4 novembre 1875. Il reçoit l'étoile de l'ordre de l'Aigle rouge de 2e classe avec des feuilles de chêne, il est mis à disposition le 22 février 1876 avec la pension légale. À l'occasion de son départ, Medem reçoit du grand-duc Louis III la Grand-Croix de l'Ordre de Philippe.
Il passe ses dernières années à Dresde, où il meurt en février 1879.

### Famille
Medem se marie 30 octobre 1839 à Berlin avec Agnes von Puttkamer (1817-1899). Oskar (1843-1903) et le général d'infanterie prussien Kurt von Medem (de) (1848-1920) sont issus du mariage.